# Nagyod
Nagyod (szlovákul Vyšné nad Hronom, korábban Naďod) község Szlovákiában, a Nyitrai kerület Lévai járásában.

## Fekvése
Lévától 10 km-re délre, a Garam bal partján fekszik.

## Története
1264-ben "Nogud" néven említik először. 1355-ben "Mogyud" néven szerepel. Kezdetben tőrei, majd temetvényi nemesek birtoka. 1388-tól Léva várának tartozéka. 1536-ban 13 portája létezett. 1601-ben malom, plébánia és 52 ház állt a községben. 1720-ban 15 adózó háztartása volt. 1828-ban 89 házában 377 lakos élt, akik főként mezőgazdasággal foglalkoztak.
Vályi András szerint "NAGYOD. Magyar falu Bars Várm. földes Ura H. Eszterházy Uraság, lakosai katolikusok, és másfélék, fekszik Zsemlérnek szomszédságában, és annak filiája, határja ollyan mint Nagy Szécsénnek."
Fényes Elek szerint "Nagyod, magyar falu, Bars vmegyében, a Garan bal partján, ut. p. Lévától délre 1 md 14 kath., 341 ref., 3 evang. lak. Ref. anyatemplom. Sok legelő. Fűzeserdő a Garan mentiben. F. u. h. Eszterházy."
Bars vármegye monográfiájában "Nagyod, garamvölgyi magyar kisközség, 324 ev. ref. vallású lakossal. E község Bees bán egyik ősi birtoka volt, melyet tőle 1383-ban a Várady család követelt. 1250 körül Bors ispán utódai birják. Később a Lévaiak és a Harasztiak osztozkodnak rajta és ettől fogva a lévai várbirtokok közé tartozik. Csereföldek nevű dűlője, utolsó nemesi birtokosaira emlékeztet, a mennyiben a községbeliek e földeket, lévai határbeli más földekért cserélték el az Eszterházyakkal. Ref. temploma 1662-ben épült és az egyház birtokában érdekes úrasztali aranytányér van 1793-ból. Postája, távirója és vasúti állomása Alsóvárad."
A trianoni békeszerződésig Bars vármegye Lévai járásához tartozott. 1938 és 1944 között újra Magyarország része volt.

## Népessége
| Év:            | 1994. | 2004.   | 2014.   | 2024.   |
| -------------- | ----- | ------- | ------- | ------- |
| Emberek száma: | 195   | 192     | 183     | 176     |
| Eltérés:       |       | -1,53 % | -4,68 % | -3,82 % |

| Év:            | 2023. | 2024.   |
| -------------- | ----- | ------- |
| Emberek száma: | 173   | 176     |
| Eltérés:       |       | +1,73 % |

1880-ban 363 lakosából 348 magyar és 13 szlovák anyanyelvű volt.
1890-ben 355 lakosából 335 magyar és 17 szlovák anyanyelvű volt.
1900-ban 324 lakosából 316 magyar és 8 szlovák anyanyelvű volt.
1910-ben 315 lakosából 310 magyar és 5 szlovák anyanyelvű volt.
1921-ben 264 lakosából 255 magyar és 7 csehszlovák volt.
1930-ban 241 lakosából 224 magyar és 16 csehszlovák volt.
1941-ben 256 lakosából 246 magyar és 10 szlovák volt.
1970-ben 281 lakosából 162 magyar és 112 szlovák volt.
1980-ban 245 lakosából 142 magyar és 101 szlovák volt.
1991-ben 204 lakosából 106 magyar és 92 szlovák volt.
2001-ben 182 lakosából 113 magyar és 63 szlovák volt.
2011-ben 177 lakosából 86 magyar és 83 szlovák volt.
2021-ben 175 lakosából 89 (+3) szlovák, 73 (+5) magyar, 1 (+1) cigány és 12 ismeretlen nemzetiségű volt.

## Nevezetességei
- Szent György tiszteletére szentelt római katolikus temploma 1400 körül épült.
- Református temploma 1662-ben még fából volt. 1785-ben, más források szerint 1793-ban kőtemploma épült.[7]

## Külső hivatkozások
- Községinfó
- Nagyod Szlovákia térképén Archiválva 2007. május 1-i dátummal a Wayback Machine-ben
- E-obce.sk Archiválva 2008. április 14-i dátummal a Wayback Machine-ben